# Lago di Chiusi
Lago di Chiusi este o arie protejată (arie specială de conservare — SAC, sit de importanță comunitară — SCI, arie de protecție specială avifaunistică — SPA) din Italia întinsă pe o suprafață de 802 ha, integral pe uscat.

## Localizare
Centrul sitului Lago di Chiusi este situat la coordonatele 43°03′13″N 11°57′47″E / 43.053611°N 11.963056°E.

## Înființare
Situl Lago di Chiusi a fost declarat sit de importanță comunitară în iunie 1995 pentru a proteja 38 de specii de animale. Alte tipuri de protecție:
- arie de protecție specială avifaunistică (în martie 2004)[2]
- arie specială de conservare (în mai 2016)[1][3][4]

## Biodiversitate
Situată în ecoregiunea mediteraneană, aria protejată conține 7 habitate naturale: Lacuri eutrofice naturale cu vegetație de tip Magnopotamion sau Hydrocharition, Cursuri de apă de la nivel de câmpie la nivel montan, cu vegetație Ranunculion fluitantis și Callitricho-Batrachion, Liziere de ierburi înalte hidrofile de câmpie și de nivel montan până la alpin, Râuri cu maluri nămoloase cu vegetație de Chenopodion rubri p.p. și Bidention p.p., Mlaștini calcaroase cu Cladium mariscus și specii de Caricion davallianae, Ape stătătoare oligotrofe până la mezotrofe, cu vegetație de Littorelletea uniflorae și/sau de Isoëto-Nanojuncetea, Galerii de Salix alba și de Populus alba.
La baza desemnării sitului se află mai multe specii protejate de  păsări (38): lăcar mare (Acrocephalus arundinaceus), privighetoare-de-baltă (Acrocephalus melanopogon), lăcar-de-lac (Acrocephalus scirpaceus), pescăruș albastru (Alcedo atthis), rață pitică (Anas crecca), rață mare (Anas platyrhynchos), egretă mare (Ardea alba), stârc cenușiu (Ardea cinerea), stârc roșu (Ardea purpurea), stârc galben (Ardeola ralloides), rață-cu-cap-castaniu (Aythya ferina), rața moțată (Aythya fuligula), rață roșie (Aythya nyroca), buhai de baltă (Botaurus stellaris), Bubulcus ibis, fugaci de țărm (Calidris alpina), fugaci mic (Calidris minuta), șerpar (Circaetus gallicus), erete de stuf (Circus aeruginosus), erete vânăt (Circus cyaneus), egretă mică (Egretta garzetta), lișiță (Fulica atra), becațină comună (Gallinago gallinago), piciorong (Himantopus himantopus), stârc pitic (Ixobrychus minutus), sfrâncioc roșiatic (Lanius collurio), grelușel-de-zăvoi (Locustella luscinioides), rață fluierătoare (Mareca penelope), rață pestriță (Mareca strepera), gaia neagră (Milvus migrans), codobatura galbenă (Motacilla flava), stârc de noapte (Nycticorax nycticorax), pițigoi de stuf (Panurus biarmicus), corcodel mare (Podiceps cristatus), Spatula clypeata, rață cârâitoare (Spatula querquedula), fluierar cu picioare verzi (Tringa nebularia), fluierarul cu picioare roșii (Tringa totanus)
Pe lângă speciile protejate, pe teritoriul sitului au mai fost identificate 20 de specii de plante, 1 specie de păsări, 3 specii de amfibieni, 1 specie de mamifere, 6 specii de nevertebrate, 1 specie de reptile.